# MC Abdul
Abdel-Rahman Al-Shantti (àrab: عبد الرحمن الشنطي, ʿAbd ar-Raḥmān ax-Xanṭī) (Gaza, 14 de setembre de 2008) conegut professionalment com MC Abdul (àrab: إم سي عبدول, Im Sī ʿAbdūl), és un raper palestí de la Franja de Gaza. Va guanyar popularitat quan va cantar un rap sobre la llibertat, davant de la seva escola a Gaza, que va obtenir centenars de milers de visualitzacions a les xarxes socials. Posteriorment, a l'agost de 2021, els seus videoclips de «Shouting at the wall» i «Palestine» van tenir també centenars de milers de visualitzacions a YouTube.

## Trajectòria
Abdel-Rahman Al-Shantti va néixer a la ciutat de Gaza. La seva mare va ser operada de la vista a Egipte cap al 2007, però Al-Shantti va declarar que la seva mare va patir complicacions postoperatòries a causa del setge de Gaza. Va començar a rapejar i escriure cançons als nou anys. Va començar a gravar versions de les seves cançons preferides i a compartir-les amb amics i en línia. La seva família li va mostrar artistes com Eminem i DJ Khaled, el primer dels quals MC Abdul considera un dels seus quatre favorits juntament amb NF, Tupac Shakur i Jay-Z.
El 2020, MC Abdul va defensar les famílies palestines que van ser bombardejades per l'exèrcit d'Israel. Després de la publicació de la seva cançó, va cridar l'atenció del segell discogràfic estatunidenc Empire. MC Abdul va parlar de la importància del rap com a eina per afrontar moments difícils: «el poder que tinc a la ploma quan escric, sóc imparable. El micròfon és l'única sortida possible».

## Senzills
- "Shouting at the wall" (2021)
- "Palestine [FREEVERSE]" (2021)
- "Better life" (2021)
- "My only way to voice" (2021)
- "I may be young" (2021)
- "MC Abdul raps with his friends at school!" (2020)